# Pelouse
Pelouse ist eine französische Gemeinde mit 229 Einwohnern (Stand: 1. Januar 2022) im Département Lozère in der Region Okzitanien. Die Einwohner werden Pelousiens genannt.

## Geographie
Pelouse liegt im südlichen Zentralmassiv in den Cevennen in der Nähe des Mont Lozère. Der Fluss Lot verläuft südlich der Gemeinde, die Stadt Mende im Tal des Lot liegt im südwestlich von Pelouse.
Der Dolmen de la Tailladisse liegt etwa fünf Kilometer nordwestlich von Pelouse.

## Weblinks

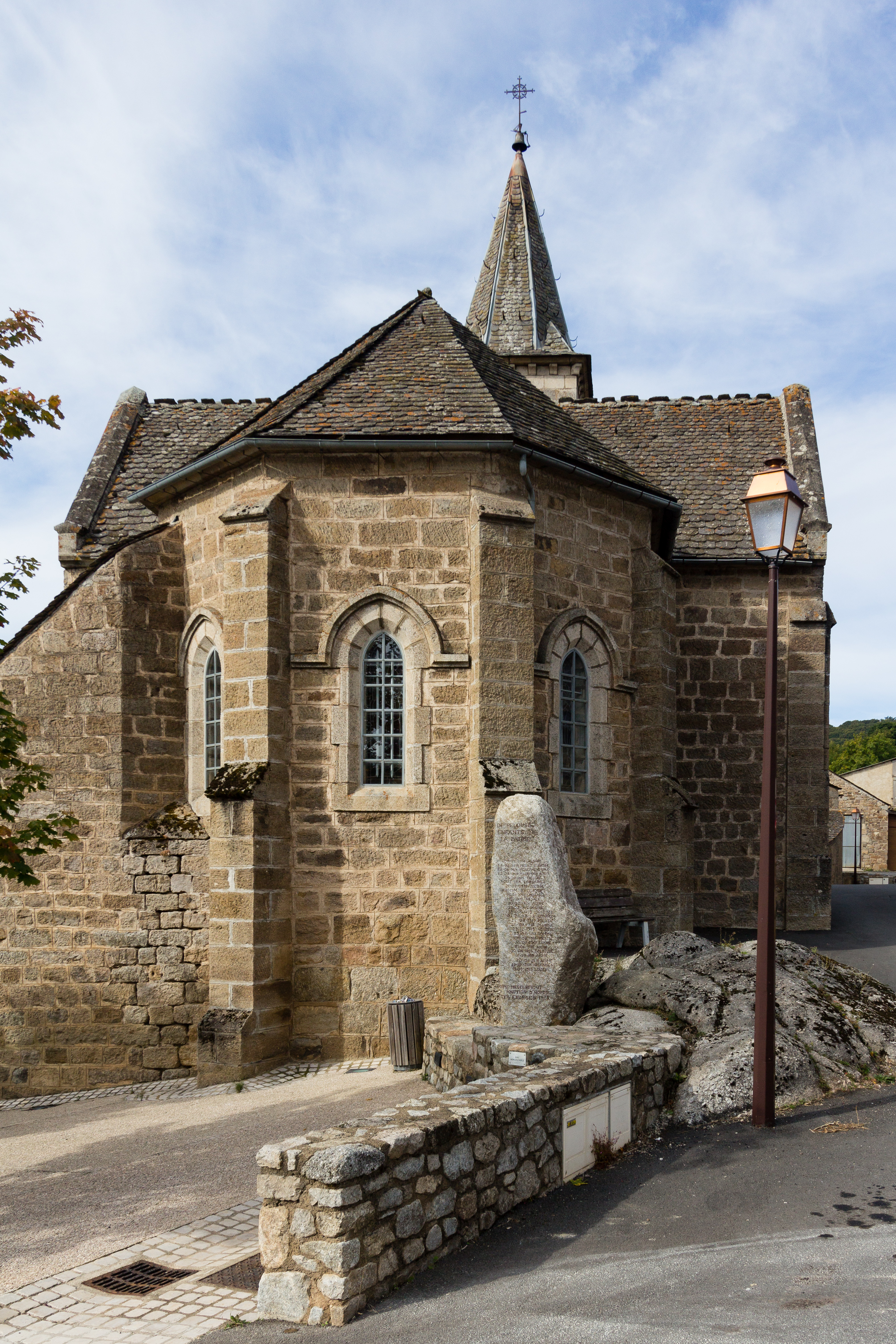
Kirche Saint-Pierre

## Bevölkerungsentwicklung
| Jahr      | 1962 | 1968 | 1975 | 1982 | 1990 | 1999 | 2011 | 2018 |
| Einwohner | 201  | 179  | 159  | 145  | 151  | 151  | 209  | 234  |